# Piekiełko (wzgórze Kamień)

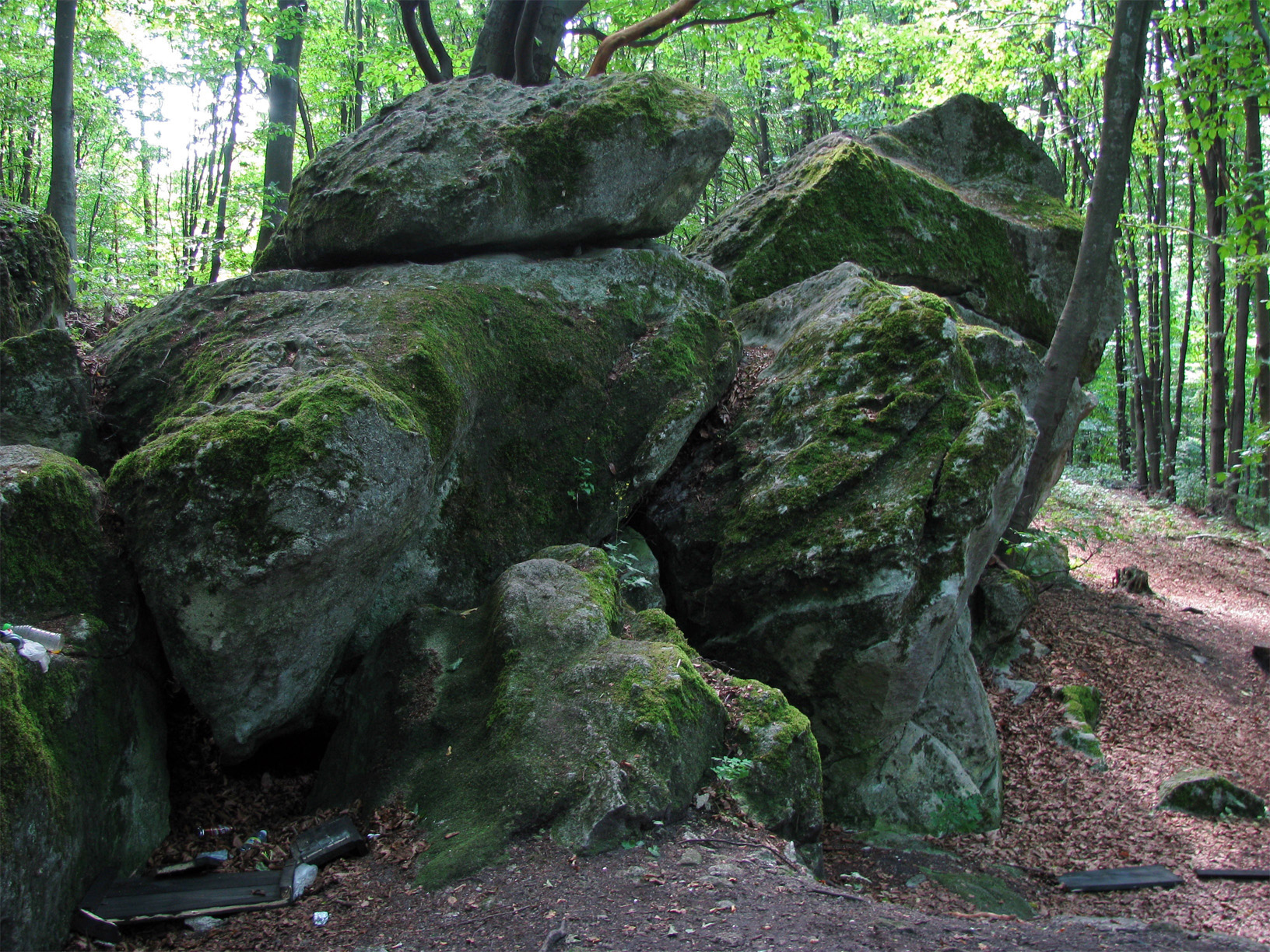
Skały na szczycie wzgórza

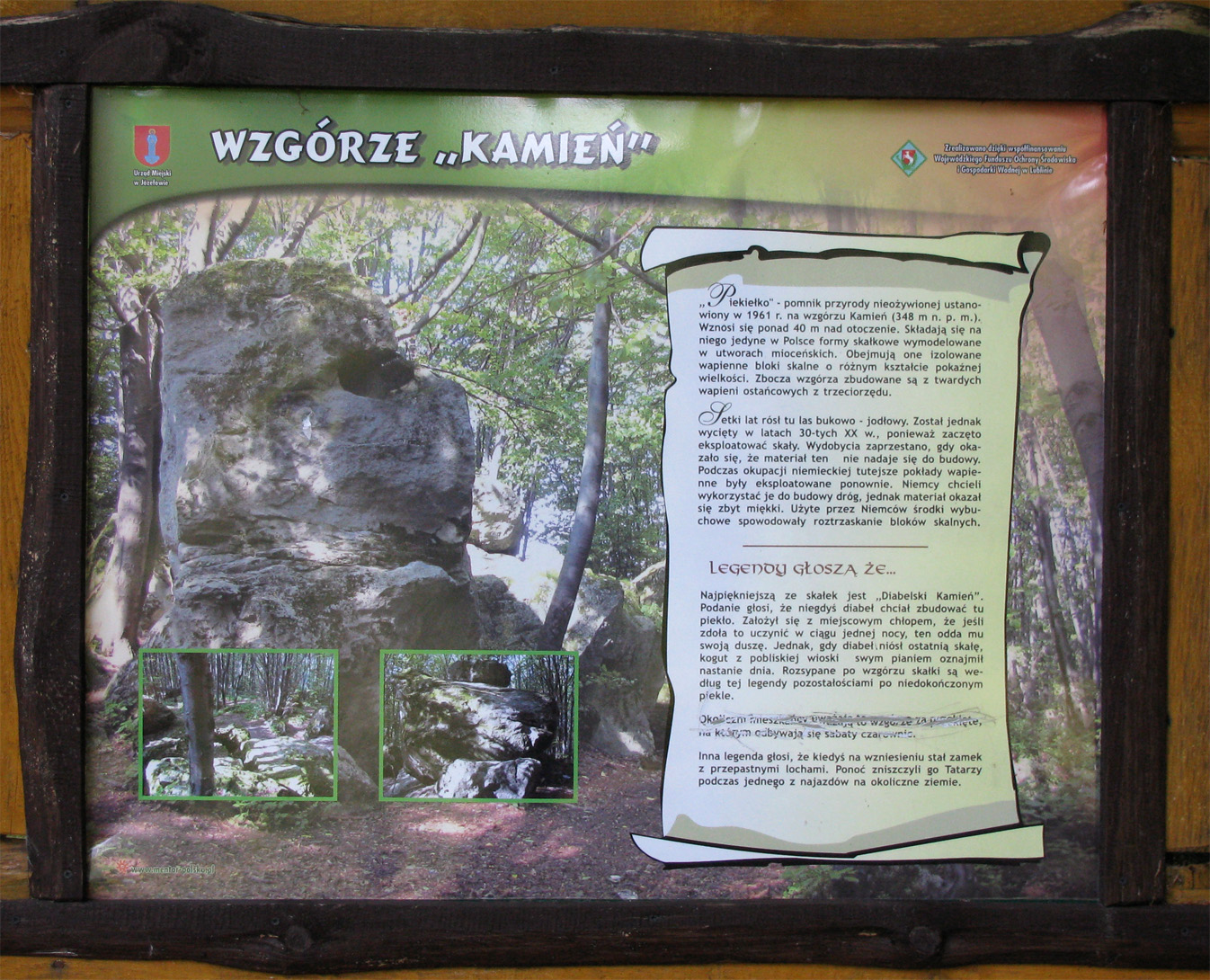
Tablica przy ścieżce turystycznej

Piekiełko – utworzony w 1961 r. pomnik przyrody nieożywionej, obejmujący jedyne w Polsce formacje skałkowe powstałe w  utworach mioceńskich, położony na terenie Krasnobrodzkiego Parku Krajobrazowego.
Przedmiotem ochrony jest grupa wapiennych bloków skalnych położonych na samym wierzchołku wzgórza Kamień (348 m n.p.m.) na Roztoczu Środkowym bądź tuż poniżej. Wzniesienie to ma dość strome stoki, o deniwelacji dochodzącej do 40 m (stok południowy) i jest w większości zalesione, jedynie od północy pod szczytem znajdują się pola uprawne.
W jednej ze skał znajduje się ponadto tunel o długości 2,5 m (tzw. Tunel w Kamieniu). Powstał on przez grawitacyjne przemieszczenie się wapiennej płyty; charakteryzuje się prostym, południkowym przebiegiem i pochyłym dnem.
Nazwę miejsca tłumaczy legenda. Zgodnie z nią diabeł postanowił założyć się z jednym z miejscowych chłopów, że w ciągu jednej nocy wybuduje na wzgórzu piekło. Jeśli zdołałby to uczynić, wówczas chłop miałby oddać mu swoją duszę. Piekło zostało już niemal ukończone, jednak gdy diabeł niósł ostatni głaz, zapiał kur, oznajmiając świt. Pozostawione na wzgórzu skały są więc pozostałościami po diabelskiej budowli.
Podczas II wojny światowej skały były eksploatowane przez Niemców jako materiał do budowy dróg. Wskutek użycia materiałów wybuchowych ich pierwotny, naturalny kształt został zmieniony.
Do Piekiełka najłatwiej dojść ścieżką dydaktyczną rozpoczynającą się w Stanisławowie. Ustawiono przy niej tablice informacyjne dla turystów, a na szczycie wybudowano ławki do odpoczynku. W pobliżu przebiega również niebieski szlak turystyki pieszej zwany szlakiem centralnym (Bełżec – Szastarka).
Ze szczytu brak widoków ze względu na porastający wzgórze las.